# Брати Комарови (фільм)
«Брати Комарови» (рос. «Братья Комаровы») — російський радянський художній фільм за оповіданнями Юрія Нагибіна «Комаров», «Стара черепаха» та «Скажений бик». Фільм знятий в 1961 року на кіностудії «Ленфільм».

## Зміст
У родині Комарових троє синів. У фільмі описуються три історії, які відбулися з кожним із хлопчиків. Самого молодшого цікавить все навколо, тому він потайки йде з дитячого табору, щоб ближче познайомитися з навколишнім світом. Середній син потрапляє в складну емоційну ситуацію, пов'язану з домашньою улюбленицею, черепахою Машею. А старшого очікує казка і любов.

## Ролі
- Володя Марієв - Комаров-молодший
- Боря Бархатов - Вася Комаров
- Сережа Рожновський - Петя Комаров
- Марина Орданська - дівчинка Галя
- Інна Макарова — мама Комарова
- Віктор Хохряков — тато Комарова
- Віра Тітова — вихователька Ніна Павлівна
- Гнат Лейрер — матрос-кочегар

## Знімальна група
- Автор сценарію - Юрій Нагибін
- Режисер - Анатолій Вехотко за участю О. Квініхідзе
- Оператор-постановник - Володимир Чумак
- Художник-постановник - Б. Бурмістров
- Композитор - Ісаак Шварц
- Звукооператор - А. Беккер
- Монтаж - Раїса Ізаксон
- Диригенти - Едуард Грікуров, Марк Ермлер
- Директор картини - І. Проворотов

та інші ...

## Факти
Через 14 років, в 1975 році, на кіностудії «Союзмультфільм» з цього ж сюжету був знятий мультфільм Комаров.
На відеокасетах фільм видавався компанією «Восток В».